# Гусевка (Свердловская область)
Гусевка — посёлок в муниципальном округе Ревда Свердловской области России.

## Географическое положение
Посёлок Гусевка расположен в 10 километрах (по дороге в 12 километрах) к юго-западу от города Ревды, в истоках реки Животовки (левого притока Ревды), на восточном склоне хребта Шайтанский Увал. В 2-х километрах к северу от посёлка расположен остановочный пункт Гусевка (до 2022 года — 1599 км) Свердловской железной дороги на магистральной линии Москва — Казань — Екатеринбург.

## Население
| 2002 | 2010 | 2021 |
| ---- | ---- | ---- |
| 3    | ↗4   | ↗118 |